# Landtagswahl in Bayern 1962
- SPD: 79
- BP: 8
- FDP: 9
- CSU: 108

- Regierung: 116
- Opposition: 88

Die Wahl zum 5. Bayerischen Landtag fand am 25. November 1962 statt.
Die Wahlbeteiligung lag bei 76,5 %.

## Ausgangspunkt
Es galt eine 10-%-Sperrklausel auf Ebene der Bezirke, d. h. eine Partei musste in mindestens einem der Bezirke 10 % der gültigen Stimmen erreichen, um in den Landtag einzuziehen.

## Ergebnis
Die CSU erreichte erstmals seit 1946 wieder die absolute Mehrheit der Mandate, ging unter dem neu gewählten Ministerpräsidenten Alfons Goppel für die neue Legislaturperiode aber eine Koalition mit der Bayernpartei ein. Goppels unterlegener Gegenkandidat Volkmar Gabert übernahm mit dem Amt des SPD-Fraktionsvorsitzenden auch das Amt des Oppositionsführers. Der GDP gelang es nicht, die 10-%-Hürde in einem Regierungsbezirk zu überwinden, jedoch der BP in Niederbayern.
| Partei | Erst- stimmen | Zweit- stimmen | Summe     | Summe in Prozent | Sitze |
| ------ | ------------- | -------------- | --------- | ---------------- | ----- |
| CSU    | 2.343.169     | 2.320.359      | 4.663.528 | 47,51 %          | 108   |
| SPD    | 1.770.302     | 1.694.866      | 3.465.168 | 35,30 %          | 79    |
| FDP    | 289.666       | 288.170        | 577.836   | 5,89 %           | 9     |
| GDP    | 254.872       | 243.937        | 498.809   | 5,08 %           | –     |
| BP     | 245.286       | 224.591        | 469.877   | 4,79 %           | 8     |
| DFU    | 43.042        | 41.837         | 84.879    | 0,86 %           | –     |
| DG     | 15.809        | 14.854         | 30.663    | 0,31 %           | –     |
| Pfr.   | 7.670         | 7.043          | 14.713    | 0,15 %           | –     |
| NBM    | 2.274         | 3.424          | 5.698     | 0,06 %           | –     |
| VU     | 2.488         | 2.718          | 5.206     | 0,05 %           | –     |